# Serão Extra
"Serão Extra (Eu Fui Dar Mamãe)", ou simplesmente "Serão Extra", é uma canção dos anos 1980, gravada pela banda brasileira Dr. Silvana & Cia.. É também o principal e mais notório hit da banda.

## Histórico
- Em 1985, a gravadora CBS lançou esta canção através de um single, que continha também a canção “Choveu no meu chip” da banda Eletrodomésticos. Logo depois, o álbum Dr. Silvana & Cia. foi lançado.
- Em 1986, a gravadora Som Livre, lançou em vinil a coletânea Overdoze que reuniu grandes sucessos do momento, exatamente o que tocava nas rádios daquele ano. A Música está na faixa 03 do Lado B.[3]

### Regravações
- Em 2009, a banda Agnela regravou a canção, que fez parte da trilha sonora do seriado Malhação[4] a música está presente no álbum  "Malhação ID - 2010"[5].

### Sucesso
- Segundo o site Mofolandia[6] e Planeta Rei[7] foi uma das músicas mais tocadas de 1985.